# ترمینال هوایی یاکیما
ترمینال هوایی یاکیما  (به انگلیسی: Yakima Air Terminal) (به زبان بومی: McAllister Field) یک فرودگاه همگانی باربری با کد یاتا YKM است که یک باند فرود آسفالت دارد و طول باند آن ۲۳۱۸ متر است. این فرودگاه در کشور ایالات متحده آمریکا قرار دارد و در ارتفاع ۳۳۵ متری از سطح دریا واقع شده است.

## شرکت‌های هواپیمایی و مقصدهای پروازی

### مسافری
| شرکت‌های هواپیمایی                    | مقصدهای پروازی |
| ------------------------------------ | -------------- |
| آلاسکا ایرلاینز اجرا توسط هوریزن ایر | سیاتل-تاکوما   |

### باری
| شرکت‌های هواپیمایی | مقصدهای پروازی         |
| ----------------- | ---------------------- |
| Airpac Airlines   | صحرایی بویینگ          |
| Ameriflight       | پورتلند، صحرایی بویینگ |
| فدکس اکسپرس       | شهرستان گرنت، اسپوکن   |